# Casarrubuelos
Casarrubuelos és un municipi de la Comunitat Autònoma de Madrid, a la zona més meridional de la comunitat fronterera amb la província de Toledo.

## Demografia i renda
| Any  | Habitants | Renda   |
| ---- | --------- | ------- |
| 1990 | 524       | 2.467 € |
| 1991 | 540       | 2.894 € |
| 1992 | 553       | 3.365 € |
| 1993 | 590       | 3.406 € |
| 1994 | -         | 3.667 € |
| 1995 | 592       | 4.058 € |
| 1996 | -         | 4.349 € |
| 1997 | 622       | 4.772 € |
| 1998 | -         | 4.727 € |
| 1999 | 668       | 5.618 € |
| 2000 | 731       | 5.862 € |
| 2001 | 875       | -       |
| 2002 | 1.090     | 7.110 € |
| 2003 | 1.460     | 5.571 € |
| 2004 | 1.805     | -       |
| 2005 | 2.343     | -       |